# Robert McMahon
Robert McMahon, cunoscut și ca "Frenchy" și "Bobby McMahon" (24 iulie 1936, Wantagh, New York - 16 mai 1979, Flatlands, Brooklyn, Mill Basin, Brooklyn) a fost supraveghetor la aeroportul John F. Kennedy din 1957 până la moartea sa din 1979. A fost implicat în jafurile Air France (1967) și Lufthansa (1979). 
McMahon a fost ucis împreună cu alte doisprezece persoane la ordinele lui Jimmy Burke, care fie nu voia să-i dea lui McMahon partea sa de bani proveniți de pe urma jafului de la Lufthansa, fie îi era teamă că McMahon va deveni informator pentru FBI.